# Eozostrodon
Eozostrodon – wymarły rodzaj ssaka z rodziny Morganucodontidae.
Etymologia nazwy rodzajowej: gr. εως eōs lub ηως ēōs „świt, wschód”; ζωστερ zōster „pas”; οδους odous, οδοντος odontos „ząb”.
Żył w okresie późnego triasu i wczesnej jury (ok. 210 mln lat temu) na terenach obecnej Europy i Azji. Jego szczątki znaleziono w okolicach miasta Holwell (hrabstwo Somerset, Anglia) i w Chinach.
Eozostrodon był jednym z najstarszych ssaków i jednym z największych ssakokształtnych. Miał ponad 1 m długości. Był ssakiem jajorodnym, młode były karmione mlekiem matki. Jego zęby posiadały wszelki cechy zębów ssaków: były zróżnicowane, trzonowce miały trójkątne guzki, były wymieniane jedynie jeden raz w ciągu życia.
Gatunki eozostrodona:
- Eozostrodon parvus Parrington, 1941
- Eozostrodon problematicus Parrington, 1941